# Turistická značená trasa 7357
 Turistická značená trasa 7357 je 3,5 km dlouhá modře značená trasa Klubu českých turistů v katastru Trpišovic spojující osadu Stvořidla s vrcholem Melechova. Její převažující směr je jižní. Trasa se nachází na území přírodního parku Melechov.

## Průběh trasy
Turistická trasa má svůj počátek v osadě Stvořidla na rozcestí s červeně značenou trasou 0454 vedoucí z Ledče do Světlé podél řeky Sázavy. Z počátku stoupá osadou k jihu, z jejího okraje pak po pěšině lesem a poté poli do Dobrovítovi Lhoty. Odtud stoupá stále k přibližně k jihu cestami a pěšinami nejprve poli často podél remízků a poté lesem do vrcholových partií Melechova. U Melechovské studánky se na krátko stáčí k severu a poté k západu a u zeměměřičské věže končí na rozcestí se zeleně značenou trasou 4319 spojující Ledeč nad Sázavou s Lipnicí.

## Turistické zajímavosti na trase
- Stvořidla
- Přírodní rezervace Stvořidla
- Melechovská studánka
- Zeměměřičská věž Melechov
- Přírodní park Melechov
- Melechov